# Кополімеризація

Різновиди кополімерів

Кополімериза́ція (рос. сополимеризация, англ. copolymerization; нім. Kopolymerisation f) — полімеризація суміші двох чи більше мономерів, кожний з яких входить до полімерного ланцюга.
Кополімеризація з розкриванням циклів (англ. ring-opening copolymerization) — кополімеризація, при якій на етапах росту ланцюга розкриваються кільця принаймні одного з мономерів.
Розрізняють: кополімеризація йонна, кополімеризація періодична, кополімеризація радикальна, рандом-кополімеризація, кополімерізація статистична.